# Graz-Umgebung
Bezirk Graz-Umgebung là một huyện của bang
Styria ở Áo.

## Các đô thị
Các thị xã (Städte) bằng chữ đậm; các phố thị (Marktgemeinden) bằng chữ xiên, các khu ngoại ô, làng và các đơn vị khác của một đô thị được hiển thị bằngchữ nhỏ.
- Attendorf
  - Attendorfberg, Mantscha, Schadendorfberg, Södingberg, Stein
- Brodingberg
  - Brodersdorf, Haselbach, Affenberg
- Deutschfeistritz
  - Zitoll, Kleinstübing, Prenning, Waldstein
- Dobl
  - Muttendorf, Petzendorf, Weinzettl
- Edelsgrub
- Eggersdorf bei Graz
  - Edelsbach bei Graz
- Eisbach
  - Hörgas, Kehr und Plesch, Rein
- Feldkirchen bei Graz
  - Abtissendorf, Lebern, Wagnitz
- Fernitz
  - Gnaning
- Frohnleiten
  - Adriach, Badl, Brunnhof, Gams, Gamsgraben, Hofamt, Laas, Laufnitzdorf, Laufnitzgraben, Leutnant Günther-Siedlung, Maria Ebenort, Peugen, Pfannberg, Rothleiten, Schönau, Schrauding, Schweizerfabrik, Ungersdorf, Wannersdorf
- Gössendorf
  - Dörfla, Thondorf, Grambach
- Gratkorn
  - Forstviertel, Freßnitzviertel, Kirchenviertel, Sankt Veit, Unterfriesach
- Gratwein
- Großstübing
- Gschnaidt
- Hart bei Graz
  - Hart bei St. Peter, Messendorf
- Hart-Purgstall
  - Hart bei Eggersdorf
- Haselsdorf-Tobelbad
  - Badegg, Haselsdorf, Haselsdorfberg, Tobelbad
- Hausmannstätten
  - Berndorf
- Hitzendorf
  - Altenberg, Altreiteregg, Berndorf, Doblegg, Höllberg, Holzberg, Mayersdorf, Michlbach, Neureiteregg, Niederberg, Oberberg, Pirka
- Höf-Präbach
  - Höf, Präbach
- Judendorf-Straßengel
  - Hundsdorf, Judendorf, Kugelberg, Rötz, Straßengel
- Kainbach bei Graz
  - Hönigtal, Kainbach, Schaftal
- Kalsdorf bei Graz
  - Forst, Großsulz, Kleinsulz, Thalerhof
- Krumegg
  - Kohldorf
- Kumberg
  - Kumberg, Gschwendt, Hofstätten, Rabnitz
- Langegg bei Graz
  - Hirtenfeld, Kogelbuch, Lambach, Langegg-Ort, Mittergoggitsch, Obergoggitsch, Unterbuch, Zaunstein
- Laßnitzhöhe
- Lieboch
  - Schadendorf, Spatenhof
- Mellach
  - Dillach, Enzelsdorf
- Nestelbach bei Graz
  - Mitterlaßnitz
- Peggau
  - Friesach
- Pirka
  - Windorf
- Raaba
  - Dürwagersbach
- Röthelstein
- Rohrbach-Steinberg
  - Rohrbach, Steinberg
- Sankt Bartholomä
  - Jaritzberg, Lichtenegg, Reiteregg
- Sankt Marein bei Graz
  - Sankt Marein bei Graz-Markt, Sankt Marein bei Graz-Umgebung
- Sankt Oswald bei Plankenwarth
  - Plankenwarth
- Sankt Radegund bei Graz
  - Willersdorf, Kickenheim, Diepoltsberg, Ebersdorf, Rinnegg, Schöckl
- Schrems bei Frohnleiten
  - Gschwendt, Schrems
- Seiersberg
  - Gedersberg, Neuseiersberg
- Semriach
  - Markterviertl, Präbichl, Rechberg, Schönegg, Thoneben, Windhof
- Stattegg
  - Buch, Eichberg, Hochgreit, Hohenberg, Hub, Kalkleiten, Krail, Leber, Mühl, Neudorf, Rannach, Steingraben, Ursprung
- Stiwoll
- Thal bei Graz
- Tulwitz
  - Tulwitzdorf, Tulwitzviertl
- Tyrnau
  - Nechnitz
- Übelbach
  - Kleintal, Land-Übelbach, Markt-Übelbach, Neuhof
- Unterpremstätten
  - Hautzendorf, Oberpremstätten
- Vasoldsberg
  - Breitenhilm, Ferbesdorf, Schelchenberg, Schelchental, Premstätten bei Vasoldsberg, Birkengreith, Birkendorf, Steinberg, Wiesental, Kühlenbrunn, Wagersbach, Wagersfeld, Aschenbachberg, Aschenbachtal
- Weinitzen
  - Fölling, Niederschöckl, Oberschöckl
- Werndorf
- Wundschuh
  - Forst, Gradenfeld, Kasten, Ponigl
- Zettling
  - Bierbaum, Laa
- Zwaring-Pöls
  - Dietersdorf, Fading, Lamberg, Pöls an der Wieserbahn, Steindorf, Wuschan, Zwaring

| sửa | Thành phố và huyện (Bezirke) của Steiermark | Flag of Austria |
| \| \| Graz Bruck-Mürzzuschlag \\| Deutschlandsberg \\| Graz-Umgebung \\| Hartberg-Fürstenfeld \\| Leibnitz \\| Leoben \\| Liezen \\| Murau \\| Murtal \\| Südoststeiermark \\| Voitsberg \\| Weiz \| | |                 |
| Styria map | Graz Bruck-Mürzzuschlag \| Deutschlandsberg \| Graz-Umgebung \| Hartberg-Fürstenfeld \| Leibnitz \| Leoben \| Liezen \| Murau \| Murtal \| Südoststeiermark \| Voitsberg \| Weiz |                 |